# 伊西莱韦克
伊西莱韦克（法語：Issy-l'Évêque，法語發音：[isi levɛk]）是法国索恩-卢瓦尔省的一个市镇，属于沙罗勒区。伊西莱韦克面积71.13平方公里，是索恩-卢瓦尔省最大的市镇。

## 地理
伊西莱韦克（46°42'28"N, 3°58'24"E）面积71.13 平方千米，位于法国勃艮第-弗朗什-孔泰大區索恩-卢瓦尔省，该省份为法国中部省份，北起顺时针与科多尔省、汝拉省、安省、罗讷省、卢瓦尔省、阿列省和涅夫勒省接壤。
与伊西莱韦克接壤的市镇（或旧市镇、城区）包括：吕济、拉沙佩勒欧芒、屈济、格吕里、马尔利苏西西、蒙莫尔、圣拉德贡德、于克索。
伊西莱韦克的时区为UTC+01:00、UTC+02:00（夏令时）。

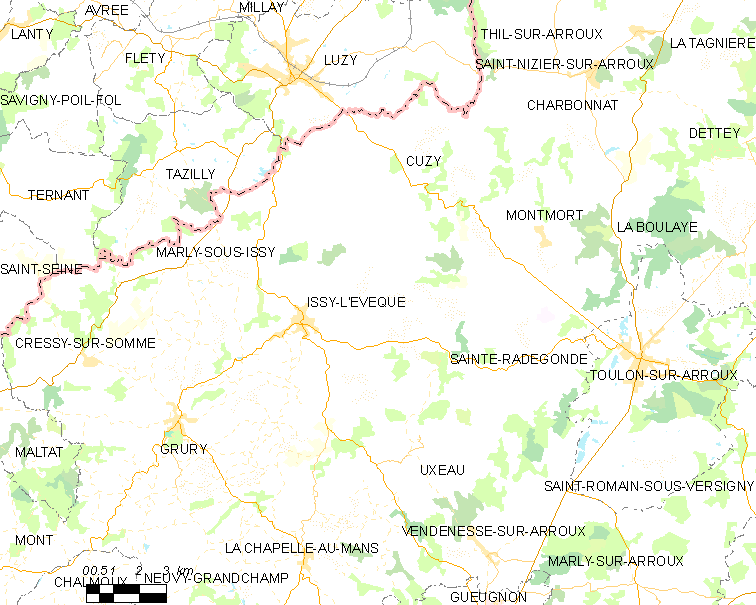
伊西莱韦克的OSM定位图

## 行政
伊西莱韦克的邮政编码为71760，INSEE市镇编码为71239。

## 政治
伊西莱韦克所属的省级选区为格尼翁县。

## 人口

1962-2008年间伊西莱韦克人口变化图示

伊西莱韦克于2022年1月1日时的人口数量为689人。